# Carlo Alberto Radaelli
Carlo Alberto Radaelli (Roncade, 17 giugno 1820 – Latisana, 9 novembre 1909) è stato un patriota e militare italiano.

## Biografia
Radaelli frequentò il Collegio dell’imperial-regia Marina di Venezia, divenendo cadetto di Marina nel 1836. Nel 1840 con la flotta austriaca partecipò alla guerra di Siria contro il khedivé d’Egitto Ibrahim Pascià. Aderì nel 1840 alla società segreta Esperia fondata dai fratelli Bandiera, del minore dei quali, Emilio, era amico fin dai tempi del collegio di Marina. Dopo la loro tragica spedizione in Calabria si dimise dalla Marina austriaca.
Nel marzo 1848 partecipò attivamente all'insurrezione di Venezia. Nel settembre con il grado di maggiore fu componente dello stato maggiore generale dell’esercito veneziano. Nel gennaio del 1849 fu altresì eletto deputato della Repubblica di San Marco per il sestiere di Castello. Promosso tenente colonnello di stato maggiore, partecipò alla difesa di Venezia fino alla sua caduta, quando scelse la via dell'esilio a Parigi e a Torino dove si stabilì.
Nel 1860 prese parte alla campagna piemontese in Italia centrale contro lo Stato pontificio: nella battaglia di Castelfidardo si meritò una medaglia d’argento e, dopo la conclusione positiva dell'assedio di Ancona, fu promosso colonnello. Nel 1865 pubblicò a Napoli una Storia dello assedio di Venezia negli anni 1848-1849.
Nella Guerra d'Indipendenza del 1866 fu al comando dell’80º reggimento di fanteria. Fu promosso maggior generale nel 1867 e da quell'anno fu comandante della piazza di Palermo. Dopo essersi sposato con Agar Radaelli nel 1870, su sua richiesta fu messo in disponibilità e nel 1872 a riposo.
Morì a Latisana il 9 novembre 1909.

## Opere
- Storia dello assedio di Venezia negli anni 1848-1849, Napoli 1865, II ed. riveduta dall’autore, Venezia 1875.
- Cenni biografici di Daniele Manin, Firenze 1889.